# If (album Mindless Self Indulgence)
If – album grupy Mindless Self Indulgence wydany 28 kwietnia 2008 w Wielkiej Brytanii i 29 kwietnia 2008 w USA przez The End Records. Wydawnictwo było promowane teledyskami do utworów "Animal" (reżyseria: M dot Strange), "Mark David Chapman" (reżyseria: Mike Dahlquist) oraz "Never Wanted to Dance" (reżyseria: Jim Berman).

## Lista utworów
1. "Never Wanted To Dance" – 3:09
2. "Evening Wear" – 3:32
3. "Lights Out" – 2:37
4. "Prescription" – 3:06
5. "Issues" – 3:05
6. "Get It Up" – 2:36
  - "Uncle" – 2:55 (Bonusowy utwór pomiędzy piosenkami "Get It Up" i "Revenge" na ocenzurowanej wersji albumu)
7. "Revenge" – 3:09
8. "Animal" – 2:44
9. "Mastermind" – 3:00
10. "On It" – 3:02
11. "Pay For It" – 3:34
12. "Due" – 2:10
13. "Money" – 2:53
14. "Bomb This Track" – 3:20
15. "Mark David Chapman" – 3:10

Edycja brytyjska (utwory dodatkowe)
1. "Uncle" – 2:55
2. "3S'" – 2:27
3. "Never Wanted To Dance (The Birthday Massacre "Pansy Mix")" – 3:31
4. "Never Wanted To Dance (Combichrist Electro Hurtz Mix)" – 4:52
5. "Never Wanted To Dance (Tommie Sunshine [TSMV] Remix)" – 7:13
6. "Never Wanted To Dance (Spider "Dub" Mix)" – 7:52

## Twórcy
- Jimmy Urine – śpiew, programowanie
- Lyn-Z – gitara basowa
- Kitty – perkusja
- Steve Righ? – gitara, produkcja, aranżacje
- Jorden Haley - projekt oprawy graficznej
- Urine, Steve, Lynz, Kitty, & Galus - kierownictwo artystyczne
- Jhonen Vasquez - ilustracje
- Will Quinnell - mastering
- Greg Reely, Rhys Fulber - miksowanie
- James Galus, Jimmy Urine - produkcja, aranżacje
- Rhys Fulber - realizacja